# Зниження та підвищення експресії
У біохімії, в біологічному контексті регуляції організмами експресії генів та продукції генних продуктів, зниження експресії (даунрегуляція) — це процес, за допомогою якого клітина зменшує виробництво та кількість своїх клітинних компонентів, таких як РНК та білки, у відповідь на зовнішній подразник. Комплементарний процес, що передбачає збільшення кількості клітинних компонентів, називається підвищеною експресією (апрегуляція).
Прикладом зниження експресії є зміна специфічного рецептора у відповідь на його підвищену активацію молекулою, такою як гормон або нейромедіатор, що знижує чутливість клітини до цієї молекули. Це приклад механізму локальної дії (негативний зворотний зв'язок).
Прикладом підвищеної експресії є реакція клітин печінки на вплив таких ксенобіотичних молекул, як діоксин. У цій ситуації клітини збільшують вироблення ферментів цитохрому P450, що, у свою чергу, посилює розщеплення цих молекул.
Зниження або підвищення експресії РНК або білка також може виникати внаслідок епігенетичної зміни. Така зміна може призвести до того, що експресія РНК або білка більше не реагує на зовнішній подразник. Це трапляється, наприклад, під час наркоманії або прогресування пухлин.

## Зниження та підвищення експресії рецепторів
Усі живі клітини мають здатність приймати та обробляти сигнали, що надходять ззовні, що вони роблять за допомогою білків, які називаються рецепторами, часто розташованими на поверхні клітини і вбудованими в плазматичну мембрану. Коли такі сигнали взаємодіють з рецептором, вони ефективно спрямовують клітину на певні дії, такі як поділ, відмирання, створення речовин або їх вхід у клітину чи вихід з неї. Здатність клітини реагувати на хімічний сигнал залежить від наявності рецепторів, налаштованих на нього. Чим більше рецепторів має клітина, налаштованих на сигнал, тим активніше клітина на нього реагуватиме.
Рецептори створюються або експресуються за інструкціями в ДНК клітини, і їхня активність може посилюватися або підвищуватися, коли сигнал слабкий, або зменшуватися або знижуватися, коли він сильний. Рівень їх експресії може зростати або знижуватись шляхом модуляції систем, які руйнують рецептори, коли вони більше не потрібні.
Зниження експресії рецепторів також може відбуватися, коли рецептори зазнають хронічного впливу надмірної кількості сигналу (ліганду), який може мати зовнішнє (екзогенне) або внутрішнє (ендогенне) походження. Це призводить до десенсибілізації або інтерналізації (приховування його з поверхні клітини) цього рецептора, індукованої лігандом. Зазвичай це спостерігається в рецепторах гормонів тварин. З іншого боку, підвищена експресія рецепторів може призвести до надмірної сенсибілізації клітин, особливо після багаторазового впливу антагоністичного сигналу (наприклад, ліків) або тривалої відсутності ліганду.
Деякі агоністи рецепторів можуть спричиняти зниження експресії відповідних рецепторів, тоді як більшість антагоністів рецепторів тимчасово підвищують їх експресію. Порушення рівноваги, спричинене цими змінами, часто призводить до абстинентного синдрому після припинення тривалого вживання ліків.
Підвищена та знижена експресія також може відбуватися у відповідь на токсини або гормони. Прикладом підвищеної експресії під час вагітності є гормони, які викликають підвищену чутливість клітин матки до окситоцину.

## Приклад: зниження експресії рецепторів інсуліну
Підвищений рівень інсуліну в крові призводить до зниження експресії пов'язаних з ним рецепторів. Коли інсулін зв'язується зі своїми рецепторами на поверхні клітини, комплекс гормональних рецепторів піддається ендоцитозу, а потім атакується внутрішньоклітинними лізосомальними ферментами. Інтерналізація (поглинання) молекул інсуліну забезпечує шлях для його деградації, а також для експресії кількості ділянок, доступних для зв'язування на поверхні клітини. При високих концентраціях інсуліну в плазмі кількість його рецепторів на поверхні клітини поступово зменшується через прискорену швидкість їх інтерналізації та деградації, спричинену посиленням зв'язування з гормонами. Швидкість синтезу нових рецепторів в ендоплазматичному ретикулумі та їх вбудовування в плазматичну мембрану не встигає за швидкістю їх руйнування. З часом ця самоіндукована втрата рецепторів інсуліну в клітинах-мішенях знижує їх чутливість до підвищеної концентрації гормону.
Цей процес ілюструється ділянками рецепторів інсуліну на клітинах-мішенях, наприклад, клітинах печінки, у людини з діабетом 2-го типу. Через підвищений рівень глюкози в крові людини, β-клітини острівців Лангерганса у підшлунковій залозі повинні вивільняти більше інсуліну, ніж зазвичай, щоб повернути кров до гомеостатичного рівня. Майже постійне підвищення рівня інсуліну в крові є результатом спроби відповідати на підвищення рівня глюкози в крові, що призводить до зниження експресії рецепторних ділянок на клітинах печінки та зменшення кількості рецепторів для інсуліну, збільшуючи резистентність суб'єкта шляхом зниження чутливості до цього гормону. Також спостерігається зниження чутливості печінки до інсуліну. Це явище можна спостерігати в продовженні глюконеогенезу в печінці навіть за підвищеного рівня глюкози в крові. Цей процес розвитку інсулінорезистентності, який призводить до діабету у дорослому віці є дуже поширеним.
Іншим прикладом може бути нецукровий діабет, при якому нирки стають нечутливими до аргінін-вазопресину.

## Наркотична залежність
Сімейні дослідження, дослідження випадків усиновлення та близнюків показали, що існує сильний (50 %) спадковий компонент вразливості до залежності від психоактивних речовин.
Повторний вплив наркотичної речовини в підлітковому або дорослому віці, особливо серед генетично вразливих осіб, викликає залежність, індукуючи стабільне зниження або підвищення експресії специфічних генів та мікроРНК через епігенетичні зміни. Було показано, що така знижена або підвищена експресія відбувається в ділянках мозку, відповідальних за винагороду, таких як прилегле ядро.

## Рак
Пошкодження ДНК, ймовірно, є основною причиною раку. Пошкодження ДНК також може посилити епігенетичні зміни через помилки під час репарації ДНК. Такі мутації та епігенетичні зміни можуть призвести до розвитку злоякісних новоутворень. Дослідження епігенетичної зниженої або підвищеної експресії генів репарованої ДНК як можливого ключового чинника прогресування раку регулярно проводиться з 2000 року.
Епігенетичне зниження експресії гена репарації ДНК MGMT спостерігається у 93 % випадків раку сечового міхура, 88 % випадків раку шлунка, 74 % випадків раку щитоподібної залози, 40–90 % випадків раку прямої та товстої кишки та 50 % випадків раку мозку. Аналогічно, епігенетичне зниження експресії гена LIG4 спостерігається у 82 % випадків колоректального раку, а епігенетичне зниження експресії гена NEIL1 — у 62 % випадків раку голови та шиї та у 42 % випадків недрібноклітинного раку легень.
Епігенетичне підвищення експресії генів репарації ДНК PARP1 та FEN1 відбувається при численних видах раку. PARP1 та FEN1 є важливими генами в схильному до помилок та мутагенному шляху репарації ДНК, опосередкованому мікрогомологією з'єднанні кінців. Якщо цей шлях посилено експресується, надлишок мутацій, які він викликає, може призвести до раку. PARP1 надмірно експресується при лейкеміях, активованих тирозинкіназою, при нейробластомі, при пухлинах яєчок та інших гермінальних клітин, та при саркомі Юінга. FEN1 підвищено експресується у більшості випадків раку молочної залози, простати, шлунка, нейробластом, раку підшлункової залози та легень.